# 矢代治彦
矢代治彦（やしろはるひこ、1963年（昭和38年）- ）は、日本のマーケティングコンサルタント。

## 経歴
群馬県生まれ。大学卒業後、1987年（昭和62年）4月にリクルートに入社し、営業所長、GMなどを歴任する。営業時代には「営業大好き!」をモットーに数多くの営業を経験し、3年連続で年間優秀営業賞を受賞した。
2005年にリクルートを退社し、株式会社エムエム総研の取締役に就任。
2008年、12月に株式会社エムエム総研を退社。
2009年、2月に株式会社ワークスコンシェルジュの代表取締役に就任。

## 著書
- 『頭のいい上司より気持ちのいい上司』 しののめ出版 2008年 ISBN 9784434123528